# Йочич, Богдан
Богдан Йочич (серб. Богдан Јочић; род. 11 января 2001 года, Белград, Сербия) — сербский футболист, полузащитник клуба «Рубин».

## Карьера
Воспитанник академии «Црвены звезды», выступал за команды до 15, 17, 19 лет. В июле 2019 года был арендован клубом «Графичар Београд», дебютировал за клуб в матче Первой лиги Сербии против «Жарково». В январе 2020 года перешёл в итальянскую «Эллас Верона», 19 января впервые попал в заявку команды на матч Серии А против «Болоньи». В сентябре был арендован сербским клубом «Металац», 17 сентября вышел на поле в матче против «Колубара» в Суперлиги Сербии.
В феврале 2022 года присоединился к клубу «Про Верчелли», дебютировал в матче против с «Виртус Верона». 29 августа 2022 года стал игроком клуба «Вождовац».
В феврале 2024 года перешел в казанский «Рубин», подписав контракт на 4,5 года.